# Benjamin F. Prescott

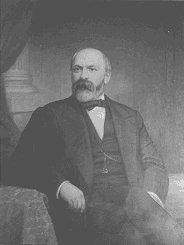
Benjamin F. Prescott

Benjamin Franklin Prescott (* 26. Februar 1833 in Epping, Rockingham County, New Hampshire; † 21. Februar 1894 in Concord, New Hampshire) war ein US-amerikanischer Politiker und von 1877 bis 1879 Gouverneur des Bundesstaates New Hampshire.

## Frühe Jahre und politischer Aufstieg
Benjamin Prescott besuchte die Pembroke Academy, die Phillips Exeter Academy und dann bis 1856 das Dartmouth College. Nach einem anschließenden Jurastudium wurde er im Jahr 1859 als Rechtsanwalt zugelassen. In diesem Beruf arbeitete er aber nur für kurze Zeit. Danach wurde er auf journalistischem Gebiet tätig. Er wurde Verleger der Zeitung „Independent Democrat“, die gegen die Sklaverei eingestellt war und Abraham Lincoln unterstützte.
Prescott wurde Mitglied der Republikanischen Partei. Von 1859 bis 1874 war er in New Hampshire im Vorstand der lokalen Parteiorganisation. Außerdem war er von 1860 bis 1880 bei den sechs Präsidentschaftswahlen dieser Zeit im Vorstand des Wahlmännergremiums von New Hampshire. Zwischen 1865 und 1869 war er Sonderbeauftragter des US-Finanzministeriums für den Bereich der Neuenglandstaaten. Von 1872 bis 1873 und nochmals zwischen 1875 und 1876 war er Staatssekretär in der Regierung von New Hampshire.

## Gouverneur von New Hampshire
Im Jahr 1877 wurde Benjamin Prescott zum Gouverneur seines Staates gewählt. Er trat sein neues Amt am 7. Juni 1877 an und konnte nach einer Wiederwahl im Jahr 1878 bis zum 5. Juni 1879 in diesem Amt bleiben. In dieser Zeit wurden elf Zusätze zur Staatsverfassung ratifiziert und eine neue Strafvollzugsanstalt errichtet. Die regulären Wahltermine für öffentliche Ämter wurden der im Bund gängigen Praxis angepasst und auf den ersten Dienstag im November gelegt. Die Amtsdauer des Gouverneurs von New Hampshire wurde von einem Jahr auf zwei Jahre verlängert. Prescott war der letzte Gouverneur, der noch zwei jeweils einjährige Amtszeiten absolvierte.
Gouverneur Prescott wurde aber vor allem dadurch bekannt, dass er eine Art Ruhmeshalle für prominente Bürger von New Hampshire anlegte. Er sammelte Bilder, Büsten und Skulpturen der bekanntesten Persönlichkeiten seines Staates und stellte sie sowohl im Regierungsgebäude als auch bei der Historischen Gesellschaft von New Hampshire aus. Der Gouverneur wurde selbst Mitglied einiger historischen Vereinigungen und Kurator einiger Schulen.

## Weiterer Lebenslauf
Im Jahr 1880 war Prescott Leiter der Delegation aus New Hampshire bei der Republican National Convention, auf der James A. Garfield als Präsidentschaftskandidat nominiert wurde. Zwischen 1887 und 1893 war er Mitglied des Eisenbahnausschusses seines Staates und er schrieb zwei historische Abhandlungen. Benjamin Prescott starb im Jahr 1894. Er war mit Mary Little Noyes verheiratet, mit der er ein Kind hatte.